# Parque Botânico Vale
Inaugurado em maio de 2004, o Parque Botânico Vale fica no Complexo Industrial do Porto de Tubarão, em Vitória, capital do Espírito Santo. Distante 12 quilômetros do centro da cidade, o Parque está localizado dentro do Cinturão Verde da Vale e revela o processo de restauração florestal e preservação da Mata Atlântica.
São 33 hectares de vegetação voltados para a preservação cultural e biológica da região. Abertos à visitação e ao lazer dos moradores e visitantes da cidade, estabelecem a integração entre a comunidade e a Vale.  Sua localização foi estrategicamente escolhida para permitir o acesso do público sem interferir com as rotinas operacionais que a Vale desenvolve na área.

## O Parque
Mais de 140 espécies de árvores compõem a flora diversificada do Parque Botânico Vale, com destaque para o pau-brasil, jacarandá e ipê. Sua fauna silvestre apresenta espécies como caticoco, gambás, saguis e diversas espécies de aves que podem ser vistas em cinco trilhas ecológicas monitoradas. O parque conta também com um orquidário com cerca de 450 mudas, de 150 espécies nacionais e internacionais em sua estufa.

## Jardim Sensorial
O Jardim Sensorial do Parque Botânico da Vale é o primeiro da cidade de Vitória. E seu objetivo é proporcionar um verdadeiro encontro com o meio ambiente e a descoberta de sensações. Sua estrutura, com cerca de 100 metros quadrados, proporciona aos visitantes a oportunidade de explorar a natureza em um circuito que estimula os cinco sentidos humanos. Para sensibilizar o tato, pode-se tocar nas plantas e flores, sentindo as diferenças entre textura e tamanho. Em relação ao olfato, por exemplo, a percepção dos aromas é desenvolvida em canteiros de ervas aromáticas, plantas medicinais e flores. Quanto ao paladar, o visitante pode experimentar hortaliças, muitas vezes usadas como tempero na culinária tradicional. A audição é estimulada por uma cascata de pedras, ruídos típicos da floresta e pelo sistema de som do jardim, que reproduz o canto de pássaros.
Para poder atender o público em geral, os orientadores do Parque Botânico Vale também receberam treinamento em libras, a linguagem dos sinais utilizada por pessoas com deficiência auditiva.

## Vagão do Conhecimento
No dia 06/05/2011 foi inaugurado o Vagão do Conhecimento, carro de passageiros com 18 metros de comprimento totalmente adaptado para receber 3,5 mil livros e 500 audiolivros (obras literárias compiladas em CDs), além de computadores conectados à internet.
Instalado sobre trilhos ferroviários na entrada do Parque, o Vagão é o primeiro espaço do Espírito Santo a abrigar uma audioteca. A proposta, com esse acervo, é promover o acesso à informação a pessoas com deficiência visual que não tenham conhecimento do Braille. A “biblioteca sobre trilhos” também possui mesas adaptadas e rampa de acesso para cadeirantes. 
O Vagão do Conhecimento fica aberto ao público, gratuitamente, de terça a domingo, das 8h às 17h. Não é necessário agendamento prévio para pesquisar o acervo da biblioteca. 
Parte dos livros reunidos no Vagão do Conhecimento foi reunida com a colaboração dos empregados Vale do Complexo de Tubarão. Em uma campanha que durou 20 dias, eles doaram 1521 exemplares, de clássicos da literatura a exemplares sobre botânica e história do Brasil.

## Visitação
O Parque oferece diversas atrações aos visitantes, como trilhas ecológicas guiadas, visita ao Complexo de Tubarão, parque de diversão infantil ecologicamente correto e uma programação de exposições temáticas. Possui uma infra-estrutura para eventos com anfiteatro, salas de aula para mini-cursos, estacionamento e módulos com informações sobre educação ambiental que retratam temas como o bioma do Espírito Santo e o ciclo do minério de ferro.
A Vale abre as portas para a comunidade proporcionando aos visitantes conhecerem o seu processo produtivo, a sua história, os cuidados ambientais desenvolvidos através da realização do circuito dentro do Complexo de Tubarão com ônibus.
Mensalmente, o parque também oferece aos visitantes e estudantes uma programação diversificada que busca trabalhar a educação ambiental, e difundir a cultura regional.